# جيمس إي. ماهوني
جيمس إي. ماهوني (بالإنجليزية: James E. Mahoney)‏ هو ضابط أمريكي، ولد في 15 ديسمبر 1858 في بيبودي في الولايات المتحدة، وتوفي في 9 يونيو 1926.